# Testament (Band)
Testament ist eine US-amerikanische Thrash-Metal-Band aus Berkeley, Kalifornien. Sie gehört zu den ältesten Thrash-Metal-Bands, die Anfang der 1980er Jahre aus der San Francisco Bay Area hervortraten.

## Bandgeschichte
Ursprünglich wurde die Band 1983 von Eric Peterson (Gitarre), Derrick Ramirez (zunächst Gesang und Gitarre; später Bass auf Demonic) und Mike Ronchette (Schlagzeug) als Legacy (dt.: „Vermächtnis“) gegründet. Zum Line-Up gesellten sich im gleichen Jahr Steve Souza, der Ramirez am Gesang ablöste, sowie Greg Christian am Bass und Louie Clemente, der Ronchette am Schlagzeug ablöste. Ramirez wurde später auch an der Gitarre durch Alex Skolnick ersetzt. Souza, der zu Exodus wechselte, wurde 1986 von Chuck Billy als Sänger abgelöst. Aufgrund der Namensgleichheit zu einer Country-Band namens „Legacy“ und der Forderung über 1500 US$ für die Namensrechte suchte die Band nach einem neuen Namen. Auf einer Grillfeier bei Billy Milano (S.O.D.) schlug dieser den Namen „Testament“ vor und verwies auf die Verwandtschaft der Begriffe. 1987 brachte die Band das Debütalbum The Legacy heraus, jetzt unter dem Namen Testament. 1988 folgte mit The New Order ein Zweitling, der sich erstmals in den Charts platzieren konnte. Im selben Jahr hatte die Band Auftritte bei den deutschen Monsters-of-Rock-Festivals, wo sie kurzfristig für Megadeth einsprang. Das Album Practice What You Preach im Jahr 1989 enthielt mit The Ballad erstmals eine Halbballade, die des Öfteren im Musikfernsehen gespielt wurde. 1990 veröffentlichte die Band Souls of Black und spielte gemeinsam mit Slayer, Megadeth und Suicidal Tendencies in Europa auf der Clash-of-the-Titans-Tournee sowie in den USA mit Megadeth auf der Judas-Priests-Painkiller-Tournee.

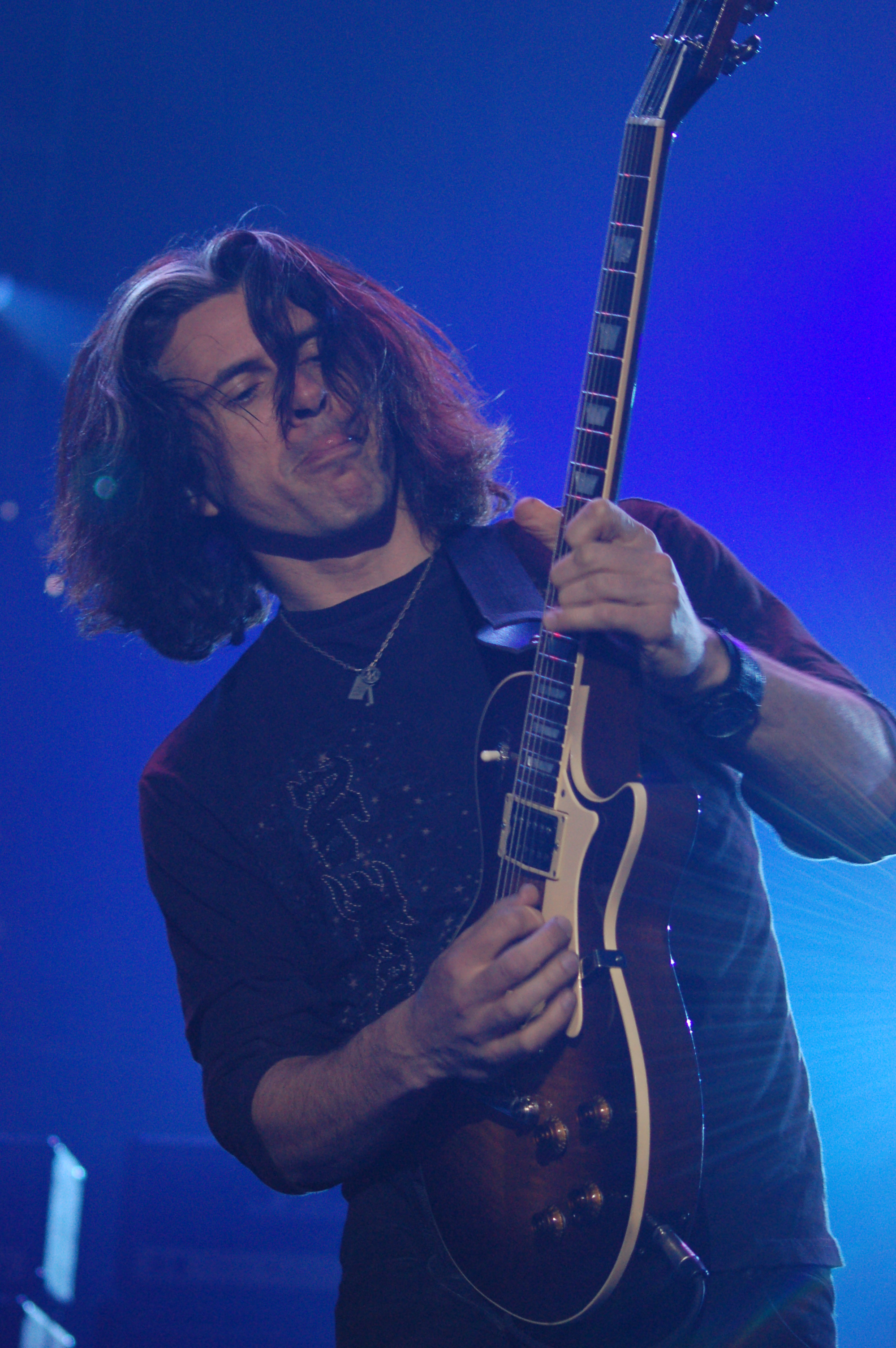
Alex Skolnick live (2007)

Im Laufe der folgenden Jahre wurde die Musik Testaments melodischer und langsamer, bis auf The Ritual von 1992 kaum noch von Thrash Metal die Rede sein konnte und im Anschluss an die Veröffentlichung dieses Albums Alex Skolnick die Band verließ, um sich ganz dem Jazz zu widmen. Nach der Trennung von Skolnick und Louie Clemente griff man den härteren Stil der früheren Alben wieder auf und bewegte sich dabei auch auf neue Extreme zu, indem sowohl Low 1994 als auch insbesondere Demonic und The Gathering deutliche Death-Metal-Anleihen in Gesang und Riffing enthielten. Nicht umsonst war mit James Murphy (Ex-Death/-Obituary/-Cancer) einer der renommiertesten Death-Metal-Gitarristen hinzugekommen. Inzwischen hatte außerdem Ex-Exodus-Drummer John Tempesta das Schlagzeug übernommen, verließ jedoch nach den Aufnahmen zu Low die Band, um bei White Zombie einzusteigen.
Die Band bewegte sich über die Jahre durch eine Reihe fester und temporärer Line-Ups, die teilweise noch während Tourneen mehrfach wechselten. Für Demonic (1997) verpflichtete man Gene Hoglan (ehemals Death, Dark-Angel, Strapping Young Lad, Devin Townsend) und für The Gathering (1999) mit Dave Lombardo (Slayer, Grip Inc., Fantômas, John Zorn) einen der bekanntesten Metal-Schlagzeuger. Für First Strike Still Deadly, eine Compilation klassischer, neuaufgenommener Testament-Stücke, kehrte kurzzeitig neben Alex Skolnick an der Gitarre auch John Tempesta zurück. Später übernahmen Jon Allen (Sadus) und Paul Bostaph (Ex-Forbidden, -Slayer, und -Exodus), der auch bereits früher auf der Live-EP Return to the Apocalyptic City (1993) mitwirkte, das Schlagzeug. Bostaph kehrte 2007 erneut zurück. Weitere Drummer in der Bandhistorie sind Jon Dette (zeitweise Slayer, Evildead), Steve Jacobs (Ex-Forbidden), der über die Jahre immer wieder im Live-Line-Up zu finden war und Chris Kontos (Ex-Machine Head). An der Gitarre waren nach Skolnicks Weggang ein paar Jahre Steve Smyth (Ex-Vicious-Rumors) und Metal Mike Chlasciak (Halford, Painmuseum) zu hören, am Bass nach Greg Christians Weggang Steve DiGiorgio (Ex-Death/-Sadus/-Iced-Earth).
Nachdem bereits 1999 bei Death-Frontmann Chuck Schuldiner (1967–2001) ein Hirntumor diagnostiziert worden war, wurde 2001 bei Chuck Billy ein seltener Tumor im Brustbereich festgestellt. Etwa zur gleichen Zeit wurde auch die Krebserkrankung von Ex-Gitarrist James Murphy bekannt. Daraufhin wurde von Freunden Testaments das Thrash-of-the-Titans-Benefiz-Konzert zugunsten von Chuck Billy organisiert, bei dem viele namhafte 1980er-Jahre-Bay-Area-Thrash-Bands und auch Bands der New Yorker Thrash-Szene in San Francisco auftraten und sich für dieses Konzert teilweise sogar wiedervereinigten. Billy hat sich inzwischen vollständig erholt.
Nach diesen zahlreichen Besetzungswechseln beschloss die Band, sich ähnlich wie Anthrax in ihrem klassischen Lineup wiederzuvereinigen und auf Tour zu gehen. Ende April 2008 erschien mit The Formation of Damnation neun Jahre nach dem letzten Studioalbum ein neuer Longplayer. Die Band befand sich laut offiziellen Angaben ihrer Facebook-Seite ab dem 20. Juni 2011 erneut im Studio. Am 27. Juli 2012 veröffentlichte die Band ihr zehntes Studioalbum Dark Roots of Earth. Seitdem war die Band in unveränderter Besetzung auf diversen Tourneen unterwegs, bis Greg Christian im November 2013 während der Tournee kurzfristig durch Jack Gibson von Exodus vertreten und im Januar 2014 vom ehemaligen Langzeit-Bassisten Steve DiGiorgio ersetzt wurde. Im Oktober 2016 erschien das elfte Studioalbum Brotherhood of the Snake. 2019 trat die Band auf dem Summer Breeze auf und kündigte eine Tour und ein neues Album für 2020 an. Im April 2020 wurde Titans of Creation veröffentlicht.
Im Januar 2022 gab die Band die Trennung von Schlagzeuger Gene Hoglan bekannt, da dieser aufgrund vieler Terminverpflichtungen keine ausreichende Zeit mehr für Testament hatte. Anfang März des gleichen Jahres wurde bekanntgegeben, dass Dave Lombardo auf den Drumhocker zurückkehren würde. Lombardo hatte jedoch teils schon 2022, dann aber auch 2023 keine Zeit für die anstehenden Touraktivitäten der Band in Nord- und Südamerika sowie in Europa, weswegen die Band hierfür Chris Dovas engagierte. Für eine Rückkehr Lombardos gebe es keine Garantie.

## Diskografie
Studioalben

| Jahr | Titel Musiklabel                           | Höchstplatzierung, Gesamtwochen, AuszeichnungChartplatzierungen (Jahr, Titel, Musiklabel, Platzierungen, Wochen, Auszeichnungen, Anmerkungen) | Höchstplatzierung, Gesamtwochen, AuszeichnungChartplatzierungen (Jahr, Titel, Musiklabel, Platzierungen, Wochen, Auszeichnungen, Anmerkungen) | Höchstplatzierung, Gesamtwochen, AuszeichnungChartplatzierungen (Jahr, Titel, Musiklabel, Platzierungen, Wochen, Auszeichnungen, Anmerkungen) | Höchstplatzierung, Gesamtwochen, AuszeichnungChartplatzierungen (Jahr, Titel, Musiklabel, Platzierungen, Wochen, Auszeichnungen, Anmerkungen) | Höchstplatzierung, Gesamtwochen, AuszeichnungChartplatzierungen (Jahr, Titel, Musiklabel, Platzierungen, Wochen, Auszeichnungen, Anmerkungen) | Anmerkungen                                                      |
| Jahr | Titel Musiklabel                           | DE | AT | CH | UK | US | Anmerkungen                                                      |
| ---- | ------------------------------------------ | --- | --- | --- | --- | --- | ---------------------------------------------------------------- |
| 1987 | The Legacy Megaforce Records               | — | — | — | — | — | Erstveröffentlichung: 21. April 1987                             |
| 1988 | The New Order Megaforce Records            | DE49 (3 Wo.)DE | — | — | UK81 (1 Wo.)UK | US136 (14 Wo.)US | Erstveröffentlichung: 5. Mai 1988                                |
| 1989 | Practice What You Preach Megaforce Records | DE29 (12 Wo.)DE | — | — | UK40 (2 Wo.)UK | US77 (12 Wo.)US | Erstveröffentlichung: 4. August 1989                             |
| 1990 | Souls of Black Megaforce Records           | — | — | — | UK35 (2 Wo.)UK | US73 (8 Wo.)US | Erstveröffentlichung: 9. Oktober 1990                            |
| 1992 | The Ritual Megaforce Records               | DE73 (8 Wo.)DE | — | — | UK48 (1 Wo.)UK | US55 (9 Wo.)US | Erstveröffentlichung: 12. Mai 1992                               |
| 1994 | Low Megaforce Records                      | — | — | CH39 (1 Wo.)CH | — | US122 (2 Wo.)US | Erstveröffentlichung: 30. September 1994                         |
| 1997 | Demonic Music for Nations                  | — | — | — | — | — | Erstveröffentlichung: 24. Juni 1997                              |
| 1999 | The Gathering USG                          | DE48 (2 Wo.)DE | — | — | — | — | Erstveröffentlichung: 8. Juni 1999                               |
| 2008 | The Formation of Damnation Nuclear Blast   | DE15 (4 Wo.)DE | AT23 (3 Wo.)AT | CH33 (2 Wo.)CH | — | US59 (4 Wo.)US | Erstveröffentlichung: 25. April 2008                             |
| 2012 | Dark Roots of Earth Nuclear Blast          | DE4 (5 Wo.)DE | AT21 (3 Wo.)AT | CH10 (5 Wo.)CH | UK57 (1 Wo.)UK | US12 (4 Wo.)US | Erstveröffentlichung: 27. Juli 2012                              |
| 2016 | Brotherhood of the Snake Nuclear Blast     | DE11 (3 Wo.)DE | AT23 (1 Wo.)AT | CH16 (3 Wo.)CH | UK43 (1 Wo.)UK | US20 (2 Wo.)US | Erstveröffentlichung: 28. Oktober 2016                           |
| 2020 | Titans of Creation Nuclear Blast           | DE3 (7 Wo.)DE | AT25 (1 Wo.)AT | CH7 (5 Wo.)CH | — | US96 (1 Wo.)US | Erstveröffentlichung: 3. April 2020 #2 der deutschen Vinylcharts |